# Operacja Lew Morski
Operacja Lew Morski (niem. Unternehmen Seelöwe) – niezrealizowany plan zbrojnej inwazji hitlerowskich Niemiec na Wielką Brytanię podczas II wojny światowej.

## Sytuacja Wielkiej Brytanii w 1940 roku oraz plan inwazji

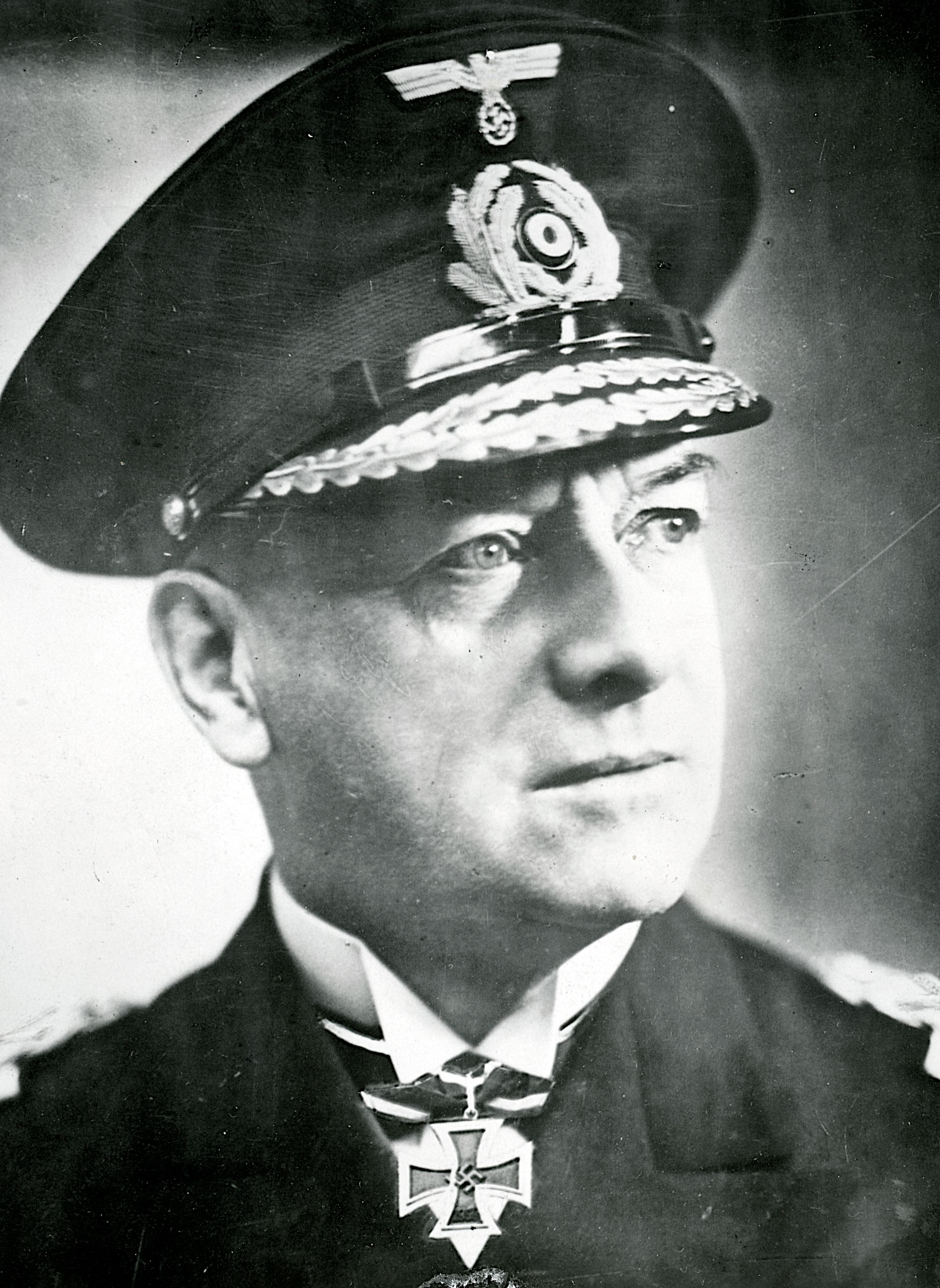
Admirał Erich Raeder – dowódca Kriegsmarine

Wraz z postępami niemieckiej ofensywy na kontynencie stało się jasne, że Francja wkrótce skapituluje. Władze brytyjskie zdały sobie sprawę, że to na nich spocznie ciężar stawienia oporu wojskom hitlerowskim. Sytuacja wyglądała tragicznie – większość brytyjskiego sprzętu pozostała na plażach Dunkierki (zob. operacja Dynamo). Przedsmakiem losu czekającego Wielką Brytanię miało być zajęcie przez Niemców 30 czerwca 1940 roku brytyjskich wysp na kanale La Manche: Jersey, Guernsey, Alderney. Warto podkreślić, że to małe wyspy, którym o wiele bliżej do Francji niż do Brytanii. 19 lipca, chcąc zachować pozory chęci wygaszenia konfliktu, Adolf Hitler zgłosił propozycję pokojową, zakładającą utrzymanie wszystkich dotychczasowych zdobyczy wojennych. Brytyjczycy nie mogli przyjąć tak sformułowanej oferty, nie podjęli nawet rokowań. Wobec tego Niemcy, przekonani o rychłym zwycięstwie, przystąpili do przygotowań, których celem była inwazja na Wielką Brytanię. Plan ataku otrzymał kryptonim „Seelöwe” („Lew Morski”). W znacznej mierze opierał się on o jedno ze studiów strategicznych adm. Ericha Raedera, który jeszcze przed wojną sformułował założenia, których spełnienie konieczne było do udanego desantu morskiego na wybrzeża Albionu. Zdaniem Raedera niezbędne były: wyeliminowanie lub usunięcie z obszaru działań brytyjskiej marynarki wojennej, osłabienie RAF, zniszczenie bądź zneutralizowanie fortyfikacji nadbrzeżnych i przeciwdziałanie aktywności brytyjskich okrętów podwodnych, operujących w rejonie planowanej inwazji. W toku przygotowań założenia te dostosowano do aktualnej sytuacji militarnej. Hitler w swoim rozkazie z 16 lipca 1940 roku nakazywał:
- zniszczyć brytyjskie lotnictwo lub osłabić jego morale tak bardzo, by nie było ono zdolne przeciwdziałać w jakikolwiek agresywny sposób desantowi niemieckiemu;
- oczyścić kanał La Manche z min brytyjskich, zamknąć strefy inwazji niemieckimi polami minowymi;
- zgrupować ciężką artylerię w rejonie planowanej inwazji w ilości, która umożliwić miała przytłoczenie przeciwnika ogniem;
- wciągnąć Royal Navy w działania na morzach Północnym i Śródziemnym, by uniemożliwić jej atak na wojska niemieckie.

## Plan działań lądowych
Początkowo plan ataku przewidywał desant w szerokim pasie wybrzeża od Dorset do Kentu. Planiści niemieccy przewidywali udział blisko 30 dywizji, ostatecznie jednak założenia te zweryfikowano. W pierwszej fali natarcia miało wziąć udział 9 dywizji lądujących z morza, liczących ogółem ok. 67 tys. żołnierzy, i wspierająca je dywizja powietrznodesantowa, działająca w okolicach Brighton i Dover. Wojska lądowe miały wyruszać z:
- Cherbourga (lądowanie w Lyme Regis),
- Hawru (lądowanie w Ventnor i Brighton),
- Boulogne (strefa desantowa w Eastbourne),
- Calais (desant w Folkestone),
- Dunkierki i Ostendy (lądowanie w Ramsgate).

Plan ataku przewidywał zabezpieczenie przyczółków, a następnie atak na północ w kierunku Gloucester i okrążenie Londynu. Zgodnie z założeniami wojska niemieckie miały atakować do wysokości 52 równoleżnika – Niemcy przypuszczali, że po zdobyciu stolicy morale obrońców się załamie i nastąpi kapitulacja. Siłom niemieckim Brytyjczycy mogli przeciwstawić zaledwie 27 dywizji Obrony Terytorialnej i nieliczne oddziały wycofane z Francji, pozbawione uzbrojenia ciężkiego. Warunkiem rozpoczęcia inwazji było zdobycie panowania w powietrzu i wywalczenie lokalnej przewagi na morzu – o to zadbać mieli marsz. Hermann Göring i jego Luftwaffe oraz adm. Erich Raeder i dowodzona przez niego Kriegsmarine.

## Problemy Kriegsmarine
Flota wojenna Niemiec była o wiele słabsza od brytyjskiej, dodatkowo znaczna część dużych niemieckich okrętów nawodnych została zatopiona w trakcie walk u wybrzeży Norwegii, albo odniosła tam poważne uszkodzenia i znajdowała się w naprawie. Po zakończeniu walk na wodach norweskich Kriegsmarine dysponowało jedynie dwoma starymi pancernikami, krążownikiem ciężkim, dwoma krążownikami lekkimi, czterema niszczycielami i 19 torpedowcami. Były to bardzo skromne siły, które w żaden sposób nie mogły przeciwstawić się flocie sprzymierzonych.
Szczególnie dotkliwe były straty niszczycieli, jednostek, które znakomicie nadawałyby się do dozorowania sił inwazyjnych. Roli tej nie mogły spełniać niemieckie U-Booty – płytkie wody kanału poważnie ograniczały ich możliwość manewru. Dodatkowym niebezpieczeństwem były liczne brytyjskie pola minowe, postawione na początku wojny specjalnie w celu utrudnienia działań niemieckim U-Bootom. Wypełnienie dyrektywy Hitlera, nakazującej wciągnięcie Royal Navy w walki na innym akwenie, dodatkowo osłabiło wydzielone siły marynarki wojennej Niemiec, przeznaczone do udziału w inwazji (większość dużych okrętów prowadziła działania dywersyjne na Morzu Północnym). Ratunkiem dla Kriegsmarine byłoby przejęcie floty francuskiej, możliwe po klęsce Francji. Uniemożliwiła to brytyjska operacja Catapult (lipiec 1940), w trakcie której w walkach brytyjsko-francuskich zniszczono lub ciężko uszkodzono większość dużych jednostek nawodnych floty francuskiej, zwłaszcza te stacjonujące w portach Morza Śródziemnego. Dodatkową przeszkodą dla Niemców był brak okrętów desantowych – w tej roli miały wystąpić barki rzeczne, ściągane do portów inwazyjnych z Holandii, Belgii i Francji. Mimo wszystko warunkiem wywalczenia choćby czasowej przewagi morskiej, koniecznej do przerzucenia wojsk, było uzyskanie panowania w powietrzu. Częścią planu inwazji na Wielką Brytanię stała się operacja Adlerangriff. W trakcie działań oznaczonych tym kryptonimem Luftwaffe zamierzała wywalczyć panowanie powietrzne, co pozwoliłoby wojskom lądowym na sforsowanie kanału La Manche pod osłoną lotnictwa i Kriegsmarine. Próba wykonania założeń tej operacji przeszła do historii pod nazwą bitwy o Wielką Brytanię.

## Anulowanie operacji „Seelöwe”
17 września 1940 r. operacja „Lew Morski” została przesunięta na termin późniejszy, natomiast 12 października przeniesiono ją na następny rok. Okazało się jednak, że Hitler zmienił priorytety i postanowił najpierw uderzyć na Związek Radziecki, o czym zresztą myślał już na początku 1940 r. Ostatecznie Hitler odrzucił możliwość przeprowadzenia inwazji morskiej na Wielką Brytanię 13 lutego 1943 r.

## Powojenne stwierdzenia
Po wojnie członkowie dowództwa Wehrmachtu twierdzili, że operacja Lew Morski była w tamtym czasie niemożliwa do zrealizowania. Feldmarszałek Gerd von Rundstedt, przesłuchiwany w 1945 roku przez Brytyjczyków, oznajmił: „Koncepcja inwazji Anglii była czystym nonsensem, choćby z braku wystarczającej liczby transportowych jednostek nawodnych. W sztabie uważaliśmy to za swego rodzaju grę polityczną, bo było oczywiste, że Kriegsmarine nie była w stanie zapewnić właściwej osłony dla sił desantowych oraz dla transportów z zaopatrzeniem. Byliśmy także zgodni w opinii, że Luftwaffe była po prostu za słaba. Osobiście uważałem, że operacja nie miała szans powodzenia, i sądzę, że Führer nie traktował serio planów inwazyjnych, spodziewając się, że Anglia podejmie negocjacje pokojowe”.
Także szef sztabu Rundstedta, generał Guenther Blumentritt powiedział: „Prywatnie wielu z nas uważało operację »Lew Morski« za swego rodzaju (polityczny) blef”.
Podobne opinie w oficjalnej dokumentacji niemieckiej armii pojawiały się już w trakcie przygotowań do operacji. Erich Raeder przekazał naczelnemu dowództwu memorandum, wykazujące niemożność przeprowadzenia desantu m.in. ze względu na brak przewagi na morzu i w powietrzu, brak odpowiedniego sprzętu i złe warunki atmosferyczne. Z taką oceną sytuacji zgadzają się współcześni historycy, m.in. specjalizujący się w tematyce desantów morskich prof. Maciej Franz.